# Castello di Friedrichshof
Il castello di Friedrichshof (ora Schlosshotel Kronberg), sito a Kronberg im Taunus, nell'Assia, venne costruito fra il 1889 e il 1894 per l'imperatrice Vittoria di Sassonia-Coburgo-Gotha e prese il nome dal marito, Federico III.

## Storia
L'imperatrice trascorse la maggior parte del suo tempo in questo castello prima della sua morte avvenuta nel 1901. La dimora, con tutti gli arredi e la corrispondenza dell'imperatrice, venne ereditata dalla figlia, principessa Margherita di Prussia. Nel 1944 i gioielli della corona dell'Assia, valutati 250 milioni di dollari, vennero rubati dal castello, smembrati e venduti in Svizzera. Successivamente parte del tesoro è stato rintracciato e restituito, ma alcuni oggetti non sono stati più ritrovati. Oggi il castello è stato trasformato in un hotel a cinque stelle ed appartiene, assieme al parco circostante, al Casato di Assia. Parte degli arredi originali ed alcuni quadri ed oggetti d'arte provenienti dall'eredità dell'imperatrice sono ancora presenti nel castello assieme alla grande biblioteca.